# Bulat-Pestivien
Bulat-Pestivien (Bretons: Bulad-Pestivien) is een gemeente in het Franse departement Côtes-d'Armor, in de regio Bretagne. De plaats maakt deel uit van het arrondissement Guingamp.

## Geografie
De oppervlakte van Bulat-Pestivien bedraagt 31,9 km².
De onderstaande kaart toont de ligging van Bulat-Pestivien met de belangrijkste infrastructuur en aangrenzende gemeenten.

## Demografie
Onderstaande figuur toont het verloop van het inwonertal (bron: INSEE-tellingen).

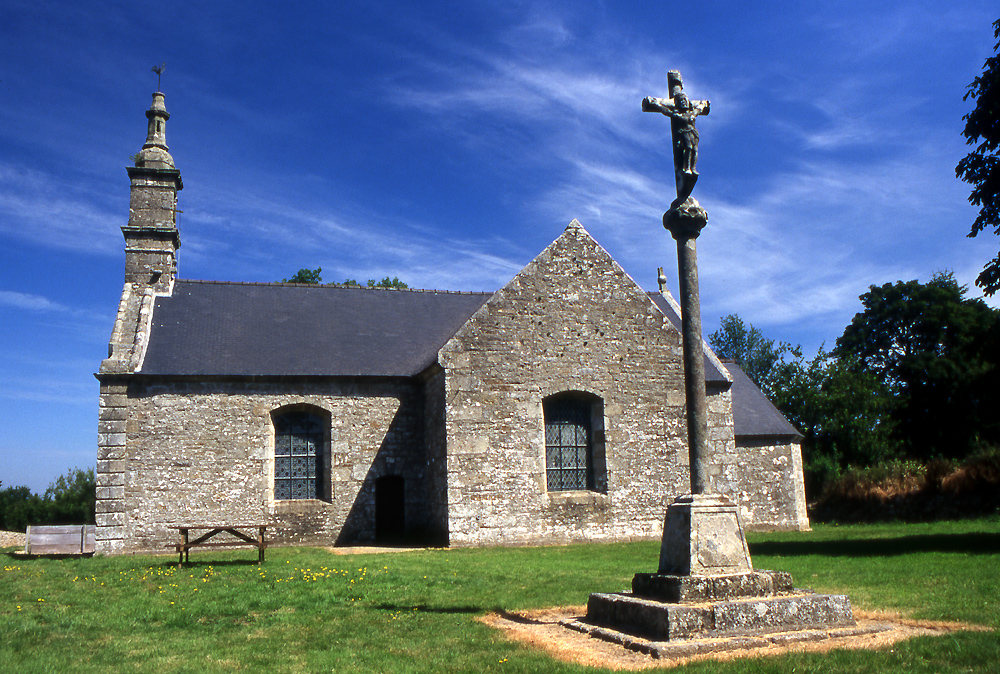
Kapel Sainte-Anne Radenek

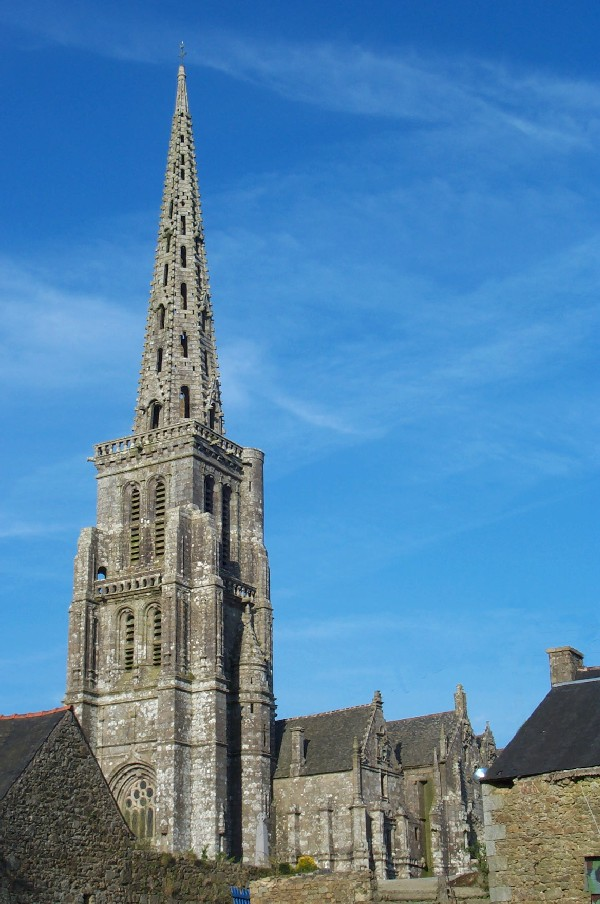
Kerk Notre-Dame

1. ↑  Populations de référence 2022.